# Arsène Lupin contre Arsène Lupin (film, 1962)
Pour plus de détails, voir Fiche technique et Distribution.
Pour les articles homonymes, voir Arsène Lupin contre Arsène Lupin.
Arsène Lupin contre Arsène Lupin est un film franco-italien réalisé par Édouard Molinaro, sorti en 1962.
Le scénario s'inspire des aventures d'Arsène Lupin, sans être l'adaptation d'une œuvre en particulier. Il met en scène la rivalité entre deux fils du gentleman cambrioleur.

## Synopsis
L'industriel André Laroche vient de mourir. À son enterrement se trouve François de Vierne, à qui sa mère confesse « Laroche était Arsène Lupin, et tu es son fils ». Arsène Lupin avait eu un autre fils, Gérard Dagmar, danseur, magicien et parfois cambrioleur. François de Vierne apprend chez le notaire qu'il doit rechercher le trésor royal de Poldavie. Ce trésor est successivement trouvé par Gérard, repris par François, volé par le consul de Poldavie, le sinistre Von Krantz, qui n'hésite pas à faire enlever le petit prince de Poldavie, frère de la jolie Catherine. Finalement le trésor est récupéré. François et une jeune journaliste, Nathalie, Gérard et la princesse Catherine n'ont plus qu'à filer le parfait amour.

## Fiche technique
- Titre original : Arsène Lupin contre Arsène Lupin
- Réalisation : Édouard Molinaro
- Scénario : François Chavane, Édouard Molinaro, Georges Neveux, d'après l'œuvre de : Maurice Leblanc
- Adaptation et dialogues : Georges Neveux
- Photographie : Pierre Petit
- Montage : Robert et Monique Isnardon
- Musique : Georges Van Parys
- Décors : Robert Clavel
- Son : André Hervé
- Directeur de production : Hubert Mérial
- Société de production : Cinéphonic, Dama Cinematografica
- Sociétés de distribution : Gaumont
- Pays de production :  France |  Italie
- Langue : Français
- Format : 35 mm, noir et blanc, Dyaliscope
- Genre :Comédie
- Durée : 90 minutes
- Date de sortie :
  - France : 29 août 1962

## Distribution
- Jean-Claude Brialy : François de Vierne
- Jean-Pierre Cassel : Gérard Dagmar
- Françoise Dorléac : Nathalie Cartier, la jeune journaliste
- Geneviève Grad : Catherine, la princesse de Poldavie
- Jean Le Poulain : le préfet de police
- Michel Vitold : baron von Krantz
- Anne Vernon : Madame de Bellac
- Daniel Cauchy : Charly
- Jean-Marie Proslier : M. de Bellac
- André Badin : le chroniqueur mondain débutant
- Gregori Chmara : Basile
- Yvonne Clech : Mme de Vierne
- Madeleine Clervanne : Cécile Borel
- Paul Demange : Me Puisette
- Mary Marquet : Élisabeth de Poldavie
- Henri Garcin : Hans + voix d'Arsène Lupin enregistrée sur disque dans le bureau du notaire (non crédité)
- Henri Virlogeux : Ganimard
- Robert Arnoux : Hector Martin
- Hubert Deschamps : le ministre
- Fernand Fabre : M. de Vierne
- Pascal Mazzotti : le commissaire de Dieppe
- Hubert de Lapparent : le croque-mort
- Gérard Darrieu : un matelot
- Jacques Herlin
- Jacques Mancier : le gouverneur
- Charles Millot : le docteur
- Jean-Jacques Steen : le patron de la boîte de nuit
- Robert Burnier : Joseph, le majordome
- Alain Morat : le petit Michel
- Jean Sylvain : le clerc de notaire
- Guy-Henry ou Marcel Bernier : le chauffeur du docteur
- michel Le Breton  : le conducteur de locomotive
- Lucien Desagneaux
- Louis Saintève : un homme à l'inauguration
- Christian Brocard : un livreur de journaux
- Dominique Zardi : Albert, le barman
- Paul Bisciglia : un croque-mort
- Henri Lambert : un homme du docteur
- Henri Attal : un gangster à l'enterrement
- Jean Minisini : un gangster à l'enterrement
- Yvon Sarray : le commissaire priseur
- Jimmy Perrys : Léon, le taxi
- Paul Préboist

## Tournage du film
Le film a été tourné  :
- en Seine-Saint-Denis à Épinay-sur-Seine (Église Saint-Médard, rue de l'Église), à L'Ile-Saint-Denis (quai de la Marine et cimetière), à Saint-Ouen
- à Paris dans les 4e, 9e, 16e et 19e arrondissements